# Hepsidera
Hepsidera — рід совкових з підродини совок-п'ядунів який зустрічається в Малайзії.

## Систематика
У складі роду:
- Hepsidera lignea Swinhoe, 1902